# Cannelures et gouges
Les cannelures et gouges se formant à la surface d'un solide homogène interagissant avec un fluide sont des motifs géométriques qui apparaissent dans de nombreuses situations : parois des écoulements internes géologiques ou industriels, parois de glace, météorites ou boucliers thermiques. Ces motifs résultent de la disparition de la partie solide par un processus chimique ou par changement de phase. Le résultat est une surface dont la géométrie se déplace en conservant le motif.
Les cannelures sont désignées en anglais par le terme flute et sont transverses à l'écoulement avec lequel elles réagissent. Les gouges, ainsi nommés comme résultant d'un coup de gouge, sont traduits par scallop, thumbprint ou regmaglypt. Le terme regmaglypte est aussi utilisé en français pour les météorites mais il peut désigner des motifs résultant de l'hétérogénéïté du matériau.
Le mécanisme de création de type convection/réaction (le mot réaction désignant une réaction chimique ou un changement de phase) distingue ces géométries des pénitents de neige où le rayonnement joue un rôle prépondérant. Il diffère également du mécanisme plus simple diffusion/réaction à l'origine des géométries de type ogival visibles sur les boucliers thermiques.
Le mécanisme de formation est proche par certains côtés de celui du transport dunaire, par exemple pour la formation de rides (en anglais ripples) par déplacement du sable.

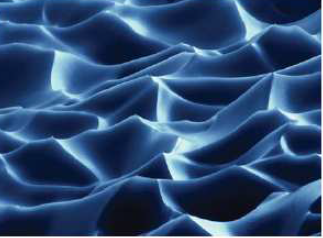
Gouges sur glace.
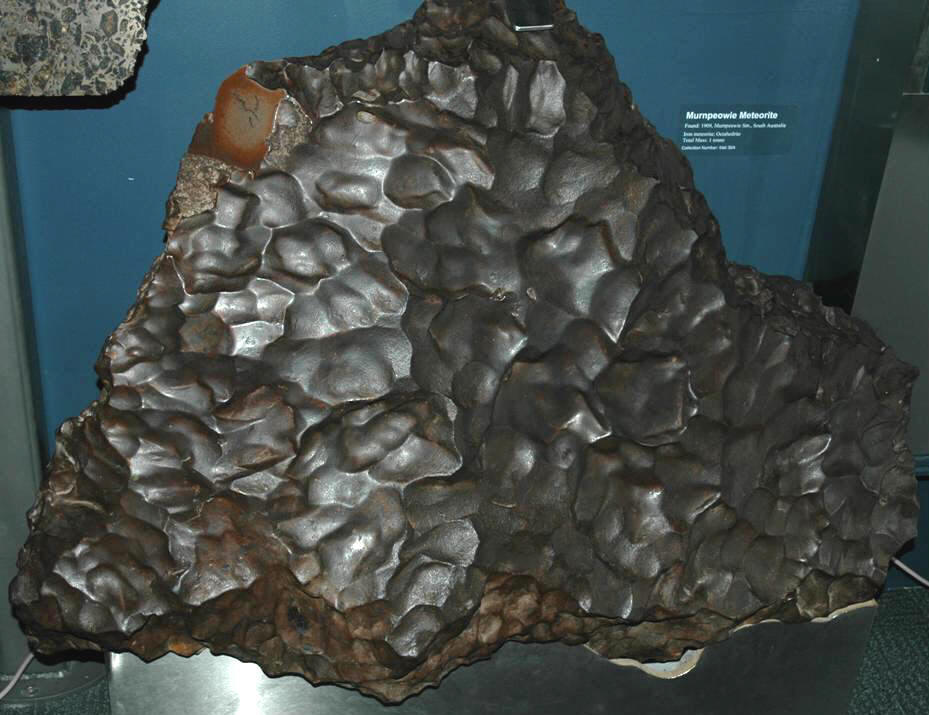
Gouges sur météorite.

## Formes existantes

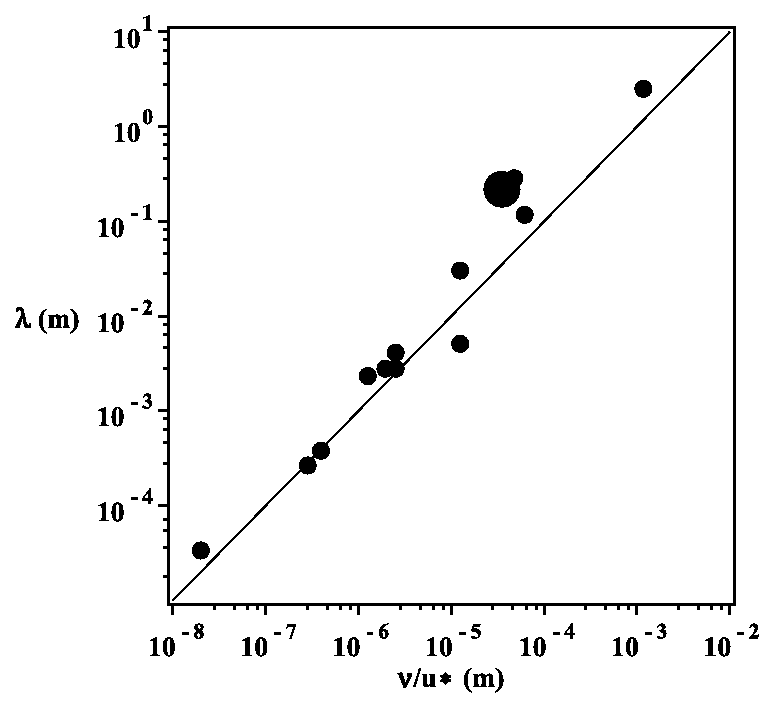
Corrélation de Thomas pour les tailles de gouge

Les cannelures et gouges se forment par disparition du matériau dans le fluide avec lequel il réagit. Ce fluide est l'air ou l'eau et le matériau peut être de nature très diverse : glace (caverne de glacier, partie inférieure d'une rivière gelée, iceberg), roches carbonatées (parois de canal dans un karst). À haute température tous les matériaux s'ablatent et on retrouve ces formes sur les météorites et les boucliers thermiques.
Les gouges ont une dimension transversale égale à la dimension longitudinale avec cependant une forte dispersion. Leur profondeur est de l'ordre du dixième de la longueur.
Les dimensions vont de la fraction de millimètre à plus de un mètre. Il existe une corrélation forte entre la période λ du motif géométrique et la quantité {\displaystyle {\frac {\nu }{u^{*}}}} où ν est la viscosité cinématique du fluide et u* la vitesse de frottement. Cette quantité est proportionnelle à la taille de la couche visqueuse dans un écoulement turbulent. En introduisant le nombre d'onde {\displaystyle k={\frac {2\pi }{\lambda }}} on obtient la corrélation {\displaystyle {\frac {k\nu }{u^{*}}}\simeq 6\times 10^{-3}}.
La région où existent ces motifs correspond à une région où un défaut initial sera amplifié par le système paroi-écoulement.

## Formation
Il est important de noter que les matériaux considérés sont homogènes. L'explication de la formation de telles géométries ne peut donc venir que d'instabilités de l'écoulement. La transition laminaire-turbulent entraîne l'apparition de spots turbulents qui créent les premiers défauts de la surface.
En écoulement supersonique on observe que les gouges se forment après une phase de striation de la surface associée à la transition.

## Évolution: motif stationnaire

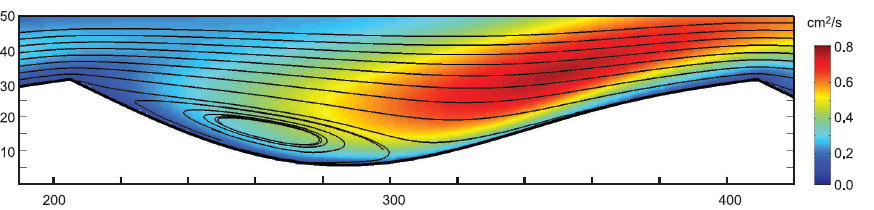
Écoulement incompressible turbulent sur une cannelure. Champ turbulent.

Une telle géométrie ne peut se reproduire à l'identique que moyennant un déplacement dans le sens de l'écoulement accompagnant la récession du milieu, les vitesses de déplacement et de récession étant du même ordre de grandeur dans le cas de l'eau au moins.
Les simulations numériques en bidimensionnel montrent la géométrie de l'écoulement avec la formation d'une singularité de la surface entraînant un décollement en aval. La recompression qui suit augmente la turbulence et par suite l'enlèvement de matière. C'est pour cela que le motif dérive vers l'aval.